# Henk van de Water
Henk van de Water (Nijmegen, 4 juni 1937 – Malden, 3 juni 2017) was een Nederlands ondernemer en sportbestuurder.
Van de Water nam in 1963, na het overlijden van zijn vader, met zijn broers het gelijknamige bouwbedrijf over en werd directeur. In 1978 was dat bedrijf verantwoordelijk voor het overkappen van de Hazenkamptribune van Stadion De Goffert. Vanaf 1981 was Van de Water bestuurslid bij N.E.C. en van 1987 tot 1994 was hij voorzitter van de club. Hij volgde Henk Bergamin op en werd zelf opgevolgd door Lex Coenen. Van de Water was bij de club een van de initiatiefnemers van de businessclub Ondernemers Sociëteit Regio Nijmegen (OSRN) en voerde als voorzitter een zuinig beleid waarmee hij N.E.C. weer financieel gezond wist te maken. In 1992 was hij verantwoordelijk voor de aankoop van Stadion De Goffert dat door N.E.C. voor een symbolisch bedrag van 1 gulden overgenomen werd van de gemeente Nijmegen. Van de Water werd bij N.E.C. benoemd tot erelid.